# Botryodeorsum indicum
Botryodeorsum indicum är en svampart som beskrevs av T.P. Devi, N. Mathur, Chowdhry, Jasvir Singh & O. Prakash 2006. Botryodeorsum indicum ingår i släktet Botryodeorsum, divisionen sporsäcksvampar och riket svampar.   Inga underarter finns listade i Catalogue of Life.